# Базилевич Анатолій Дмитрович
Анато́лій Дми́трович Базиле́вич (7 червня 1926, Жмеринка — 30 червня 2005, Київ) — український радянський та український графік; член Спілки радянських художників України з 1956 року. Батько графіка Олексія Базилевича.

## Біографія
Народився 7 червня 1926 року в містечку Жмеринці (нині Вінницька область, Україна) у сім'ї інженера. У 1933 році з батьками переїхав до Маріуполя, де пішов навчатися до школи та відвідував художній гурток у Будинку піонерів Іллічівського району (керівник Кузьма Бендрик). Під час німецько-радянської війни разом із батьками був відправлений на примусові роботи до Німеччини. В 1944 році батько загинув під час бомбардування. 1945 року повернувся до Маріуполя, працював художником-оформлювачем на заводі та завершив середню освіту у вечірній школі.
Протягом 1947—1953 років навчався у Харківському художньому інституті, де його вчителями були Григорій Бондаренко, Йосип Дайц, Адольф Страхов, Єфрем Світличний, Василь Мироненко, Петро Супонін, Олексій Кокель, Іван Філонов. Дипломна робота — ілюстрації до «Буковинської повісті» Ігоря Муратова. Його найближчим товаришем у інституті був Іван Губський, майбутній художник-соцреаліст.
З 1953 року переїхав до Києва, де співпрацював із місцевими видавництвами «Молодь», «Веселка», «Дніпро», «Мистецтво», «Радянський письменник», «Радянська школа» (усі — Київ), харківським — «Прапор», з естампним цехом Комбінату монументально-декоративного мистецтва та редакцією діафільмів «Укркінохроніки». В 1954 році познайомився з сусідкою Іриною Федькіною, портрет якої назвав «Портрет у червоній сукні». Невдовзі Анатолій та Ірина одружилися, в них народилося двоє дітей — син Олексій (1956) та донька Ірина (1962). Викладати книжкову графіку в Київському художньому інституті відмовився на знак солідарності зі звільненим за «націоналізм» колегою, художником-графіком, шістдесятником Григорієм Гавриленком.

Могила Анатолія Базилевича

Мешкав у Києві, у будинку на вулиці Академіка Філатова, № 10а, квартира № 9. 30 квітня 1997 року загинула в автокатастрофі його дочка Ірина, після чого права рука Анатолія Базилевича майже відмовила.
Помер на 80-му році життя 30 червня 2005 року. Похований разом з дружиною на Байковому кладовищі (ділянка № 49б, 50°25′3.00″ пн. ш. 30°30′3.10″ сх. д. / 50.4175000° пн. ш. 30.5008611° сх. д.). Надмогильний камінь стилізований під козацький хрест.

## Творчість
Інтерес до малювання проявив ще в ранньому дитинстві. Першою книжкою, оформленою Базилевичем, були «Байки» українського поета, прозаїка і перекладача Геннадія Брежньова, видані в 1951 році. Творчою манерою наслідував художника Євгена Кібрика, котрий у 1943—1945 роках створив ілюстрації до повісті «Тарас Бульба» Миколи Гоголя. В 1956 році прийнятий до Спілки художників України.
Працював у галузях книжкової та станкової графіки (автор низки екслібрисів), монументального живопису. Серед робіт:
Ілюстрації до книжок
- «Байки» Геннадія Брежньова (1951)[6];
- «Байки» Івана Крилова (1952);
- «Сафат Зінич» Юрія Федьковича (1953);
- «Гумористичні оповідання» Антона Чехова (1953);
- «Ріка грає» Володимира Короленка (1953);
- «Порфирій Петрович» М. Салтикова-Щедріна (1953);
- «Піднята цілина» (1954), «Тихий Дон» (1960) Михайла Шолохова;
- «Казки» Ганса Крістіана Андерсена (1955);
- «Записки причетника» Марка Вовчка (1955);
- «Кіт у чоботях» та «Синя Борода» Шарля Перро (1955);
- «Пригоди бравого вояка Швейка» Ярослава Гашека (1957);
- «Пан Халявський» Григорія Квітки-Основ'яненка (1961);
- «Старосвітські батюшки та матушки» (1963), Кайдашева сім'я (1980) Івана Нечуя-Левицького;
- «Повернення з зірок» Станіслава Лема (1965);
- «Переслів'я» Степана Руданського (1966);
- «По щучому велінню» Марка Кропивницького (1967)[7];
- «Енеїда» (1968; 1994)[8], «Наталка Полтавка» (1990) Івана Котляревського;
- збірки «Українські народні казки» (1970, 1974);
- «Брама невмирущості» Кіндрата Кропиви (1974);
- казки Михайла Стельмаха (1980);
- «Абу-Касимові капці» Івана Франка (1984);
- «Як Мамай до Канади їхав» Володимира Бровченка (1984).

Ілюстрація до «Енеїди» Івана Котляревського.
Ілюстрації до «Кайдашевої сім'ї» Івана Нечуя-Левицького.

Виконав ілюстрації до окремих творів Тараса Шевченка: «Причинна», «Катерина», «Перебендя», «Відьма», «Єретик», «Гайдамаки» (всі кольорові, олія, 1961). Автор станкового твору «Зустріч з сестрою» (м'який лак, 1963), малюнків для поштових листівок з українськими народними піснями на слова Тараса Шевченка «Садок вишневий коло хати», «Од села до села», «У гаю, гаю», «Ой гоп, гопака» (всі — туш, перо, акварель, 1961), «Перебендя старий, сліпий», «Якби мені черевички» (обидві — туш, перо, акварель, 1962). Взяв участь в ілюструванні ювілейного видання «Кобзаря» (Київ, 1964 — ілюстрація до поеми «Тарасова ніч», м'який лак, 1963). Оформив видання «Малий Кобзар» (Київ, 1969).
Монументальний живопис
- стінопис «Революція», «Перемога», «Наука», «Праця» в Київському університеті (1967, у співавторстві з Олександром Вороною, Юрієм Ільченком)[5];
- розпис кафе «Еней» Київського будинку літераторів (1967)[5].

Брав участь республіканських у виставках з 1954 року, всесоюзних — з 1953 року, зарубіжних — з 1955 року. Персональні виставки відбулися в Києві 1961 та 1996 року, Москві у 1962 році.
Твори зберігаються в Національному художньому музеї України та Музеї книги та друкарства України в Києві, Горлівському, Запорізькому і Херсонському художніх музеях, Львівському літературно-меморіальному музеї Івана Франка, Стеблівському літературно-меморіальному музеї Івана Нечуя-Левицького.

## Відзнаки
- Срібна медаль ВДНГ СРСР (1962; за ілюстрації до «Тихого Дону» Михайла Шолохова та «Пана Халявського» Григорія Квітки-Основ'яненка)[3];
- Заслужений діяч мистецтв УРСР з 1969 року (за ілюстрації до поеми «Енеїда» Івана Котляревського видавництва «Дніпро»)[1];
- Народний художник України з 1993 року[11];
- Всеукраїнська премія «Визнання» (2001; в номінації «Образотворче та декоративно-прикладне мистецтво»)[12].

## Вшанування
У травні 2023 року колишній провулок Червонозаводський у Святошинському районі Києва отримав нову назву на честь Анатолія Базилевича.